# Живарле
Живарле (фр. Givarlais) насеље је и општина у централној Француској у региону Оверња, у департману Алије која припада префектури Монлисон.
По подацима из 2011. године у општини је живело 248 становника, а густина насељености је износила 16,7 становника/km². Општина се простире на површини од 14,85 km². Налази се на средњој надморској висини од 247 метара (максималној 359 m, а минималној 205 m).

## Демографија
| 1962. | 1968. | 1975. | 1982. | 1990. | 1999. | 2011. |
| ----- | ----- | ----- | ----- | ----- | ----- | ----- |
| 214   | 261   | 250   | 225   | 251   | 227   | 248   |

График промене броја становника у току последњих година